# Ши Вэйлян
Ши Вэйлян (кит. 史惟亮; 3 сентября 1925, Инкоу — 14 февраля 1976) — тайваньский дирижёр и композитор. Отец композитора Ши Цзеюна.
Родился в провинции Ляонин, в юности участвовал в китайско-японской войне, вступил в партию Гоминьдан, некоторое время находился на принудительных работах на оккупированной японцами территории. Лишь по окончании Второй мировой войны, в возрасте 19 лет, начал заниматься музыкой. С возобновлением гражданской войны в Китае перебрался на Тайвань, преподавал в Национальном Тайваньском нормальном университете. В 1973—1974 гг. возглавлял Тайваньский провинциальный симфонический оркестр.
Умер от рака лёгких.